# 65 pr. n. št.
65 pr. n. št. je bilo leto predjulijanskega rimskega koledarja. V rimskem svetu je bilo znano kot leto sokonzulstva Kote in Torkvata, pa tudi kot leto 689 ab urbe condita.
Oznaka 65 pr. Kr. oz. 65 AC (Ante Christum, »pred Kristusom«), zdaj posodobljeno v 65 pr. n. št., se uporablja od srednjega veka, ko se je uveljavilo številčenje po sistemu Anno Domini.

## Dogodki
- Rim osvoji Palestino, ki tako postane del sirske province.
- Ustanovljena VII. legija Claudia

## Rojstva
- 8. december - Horacij, rimski pesnik († 8 pr. n. št.)

Neznan datum
- Polemon I. Pontski, kralj Pontskega in Bosporskega kraljestva († 8 pr. n. št.)